# Tremulous (видео игра)
Tremulous је бесплатна игра отвореног кода базирана на тимској игри у реалном времену пуцачине из првог лица са додатком стратегијског начина игре.
Игра има два супротстављена тима: људи и ванземаљци. Свака екипа мора да нападне базу и тим чланове непријатељског тима док уједно бране своју базу.

## Играње
Tremulous  је пуцачина из првог лица са додатком стратегијског начина игре. Свака екипа мора изградити и бранити базу, која се састоји од објеката који помажу играчима на неки начин. Играчи се поново стварају у "spawn" структури - објекат који помаже играчима.
Током меча, играчи могу напасти непријатеља, или одржавати-бранити своју базу и помоћи при изградњи нових објеката. Људи користе различите оружја, оклопе и друге надоградње, док ванземаљци могу еволуирати у моћније класе, од којих свака поседује јединствене способности.
Тимови немају приступ свим могућим надоградњама и објектима на почетку меча. Свака екипа мора да достигне праг фрагова-поена како би прешли на следећу фазу развоја. Тачка у којој се долази до фазе промена варира динамички у зависности од броја играча у сваком тиму. Свака нова фаза доноси више надоградња за људе и више класа за ванземаљце.
Поред тога што захтева одређену фазу, сваки људски предмет или класа ванземаљаца мора се купити коришћењем валуте која се зарађује у игри. Ванземаљци су награђени за број убистава својих непријатеље које могу користити да се развију (ови поени се обично називају "evos"). Људи добијају кредите. Играчи добијају валуту убијањем непријатељских играча или уништавањем одређене непријатељске структуре; износ примљене валуте зависи од тога која је класа противник био (или која је структура уништена) и колико је укупне штете нането од стране убијања играча. Као механизам за подстицање грађења, који се наравно не ангажују у борби, играчи су такође награђени валутом свака два минута једноставно што су остали "живи".
Градитељи су одговорни за изградњу нових објеката и одржавање базе. Сваки објекат заузима одређени број бодова за градњу на располагању сваком тиму. Број изграђених бодова може да варира од мапе до мапе као и од сервера до сервера, ограничавајући колико велике базе могу настати. Да бисте смањили вероватноћу да се меч заврши нерешено, већина игара има режим од десет до петнаест минута пре нерешеног резултата. Ово је период током којег је забрањена изградња већине или свих структура, омогућавајући нападачима да лакше савлада одбрану.

### Ванземаљци
База ванземаљаца је усмерена на структуре које се називају "Overmind", која је потребна за њихове друге објекте у функцији и новим структурама које ће бити изграђене.
Ванземаљци стварају из јаја - Eggs. Јаја раде и када је Overmind мртав, али нова јаја се не могу направити без њега.
Како се зарађују фрагови-поени, ванземаљски играчи могу да прерасту у нову форму како би побољшали своје "здравље" и стекли нове способности. Велика број ванземаљских напада су блиски напади, већина ових створења зависи од окретности и посебних техника кретања као што су зидно ходаање, зидни-"bounce", пуњење и гађање преко велике раздаљине да би затворили раздаљину између себе и својих непријатеља.

### Људи
Људи се стварају из структура под називом "Telenodes", који функционишу на исти начин као и јаја за ванземаљце. Они су слаби да нападну и потребна им је јака, база са јаком одбраном да би преживели. У сржи људске базе је "реактор", који је одговоран за напајање скоро свих делова базе - њених објеката. Ако се деконструише или уништи, аутоматизована одбрана и надоградња структура које су направљена постају бескорисна; ако се одмах не замени - људски тим обично буде поражен. Људи немају различите класе; Уместо тога, они могу да купују и продају надоградње у структури која се зове "Armory". Ове надоградње укључују оклоп,"jet-packs", и моћно оружје.

## Развој
Tremulous развој је почео почетком 2000. године као модификација за комерцијалне компјутерске игре Quake III Arena. Начин играња је углавном инспирисан на Quake II модификацији Gloom, иако не деле никакав садржај. Верзија 1.0.0 је објављена 11. августа 2005. године.
Иако Tremulous има сличну тему и само играње као што је Natural Selection, програмери кажу да није ни на основу ње, нити је инспирисала њу. Према програмерима, развој на игрици почео је "много пре него што је NS био у јавном домену".
Након изласка Quake III Arena изворног кода под GPL 19. августа 2005. године, програмери су одлучили да прераде Tremulous у самосталну, бесплатну игру отвореног кода. Тренутна стабилна верзија, 1.1.0, пуштена је 31. марта 2006. године и заснива се на ioquake3, модификованом id Tech 3 покретачу. Ова верзија је боље примљена него претходне верзије и привукла је значајан број "следбеника" у односу на своје "савременике".
Tremulous је лиценциран под GPL, иако обухвата код других пројеката који је објављен под другим GPL компатибилним лиценцама. Већина садржаја игре је лиценциран под Creative Commons Attribution-ShareAlike 2.5 лиценцом.
Постоје клијенти за играње Tremulous који је доступан за Windows и GNU/Linux, али и не званични клијент за Mac OS X(за верзију 1.1). Постоји и званични клијент за 1.2 бету за Mac. Пуштање игре као слободни и отворени код софтвер омогућава програмерима да модификују саму игру. Све већи број играча се ослобађава багова игре у циљу отклањања грешки, додатних функција на мечу или модификовање самог играња. Tony J. White (tjw), кључни програмер у ETPub моду за Wolfenstein: Enemy Territory, допринели су административном систему и враћање портова клијенту који су убрзо укључени у званичну Subversion "спремиште".
Најновија верзија је развој бете 1.2 "предприказ игре". Он је пуштен 4. децембра 2009. године за тестирање унутар заједнице и преглед од стране исте. Он је увео велики број нових начина играња, као и велики број промена сервера и клијента као и њихову надоградњу.

### Издања која су базирана на Tremulous
Unvanquished је Tremulous базирана FPS први пут јавно објављена 2012. године, од тада је под активним развојем.Укључује многе Tremulous мапе, са побољшаним текстурама и звучним ефектима.

## Рецепција
Joe Barr из NewsForge назвао је Tremulous његовом омиљеном бесплатном FPS  игром. Није познато да ли се "слободан софтвер" односи на софтверску цену или његов отворени код.
Tremulous је био у гласању "Player's Choice Standalone Game of the Year"  унутар "Mod of the Year 2006" компилације.
Tremulous се касније појавио у "Најбоље бесплатне игре базиране на GPL Quake коду?" упитник на Planet Quake веб сајту. На почетку 2007, Tremulous је такође узео прво место у Mod Database "Мод године" 2006 конкурсу под категоријом  "Избор самосталне игре године од стране играча", као и похвале унутар жанра "акција" и "Избор самосталне игре године од стране едитора". Tremulous је такође поменут унутар игара за Windows(бивши назив - Computer Gaming World): 101 најбоља бесплатна игра 2007.